# Nicole Anyomi
Nicole Anyomi (Krefeld, 10 februari 2000) is een voetbalspeelster uit Duitsland. Ze speelt als aanvaller voor Eintracht Frankfurt in de Bundesliga.

## Clubcarrière
Anyomi begon met voetballen bij SuS Krefeld. Na een korte periode bij Borussia Mönchengladbach, kwam ze in het B-jeugdteam van SG Essen-Schönebeck terecht. Sinds de zomer van 2014 kwam ze voor deze club uit in de B-Junioren Bundesliga. In de zomer van 2016 werd Anyomi overgeheveld naar het eerste elftal van Essen actief in de Bundesliga. Ze zat voor het eerst in de wedstrijdselectie van Essen op 11 september 2016 in een wedstrijd tegen TSG 1899 Hoffenheim. Anyomi debuteerde op 15 oktober 2016 op het hoogste niveau door als invaller van Kozue Ando binnen de lijnen te komen tegen 1. FFC Turbine Potsdam.
In januari 2020 verlengde Anyomi haar contract bij SG Essen-Schönebeck. Tijdens de DFB Pokalfinale tegen VfL Wolfsburg liep Anyomi een blessure in haar stuit op waardoor ze een lange tijd buitenspel stond.
Voorafgaande aan het seizoen 2021/22 tekende Anyomi een driejarig contract tot 30 juni 2024 bij competitiegenoot Eintracht Frankfurt. In 2024 verlengde ze haar contract in Frankfurt am Main tot medio 2026.

## Statistieken
| Seizoen | Club                | Land      | Competitie | Wedstrijden | Doelpunten |
| ------- | ------------------- | --------- | ---------- | ----------- | ---------- |
| 2016/17 | SG Essen-Schönebeck | Duitsland | Bundesliga | 8           | 3          |
| 2017/18 | SG Essen-Schönebeck | Duitsland | Bundesliga | 17          | 2          |
| 2018/19 | SG Essen-Schönebeck | Duitsland | Bundesliga | 15          | 1          |
| 2019/20 | SG Essen-Schönebeck | Duitsland | Bundesliga | 21          | 4          |
| 2020/21 | SG Essen-Schönebeck | Duitsland | Bundesliga | 11          | 4          |
| 2021/22 | Eintracht Frankfurt | Duitsland | Bundesliga | 17          | 4          |
| 2022/23 | Eintracht Frankfurt | Duitsland | Bundesliga | 20          | 8          |
| 2023/24 | Eintracht Frankfurt | Duitsland | Bundesliga | 19          | 11         |
| 2024/25 | Eintracht Frankfurt | Duitsland | Bundesliga | 17          | 9          |
| Totaal  | Totaal              | Totaal    | Totaal     | 145         | 46         |

Laatste update: 22 maart 2025

## Interlandcarrière
Anyomi werd voor het eerst opgeroepen voor het Duitse nationale team voor een wedstrijd tegen Engeland op 27 oktober 2020. Door een positieve coronatest bij een staflid van Engeland werd de wedstrijd echter geannuleerd. Op 21 februari 2021 maakte Anyomi alsnog haar debuut door als invaller van Klara Bühl in de 61ste minuut in het veld te komen in een vriendschappelijke wedstrijd tegen België. De wedstrijd eindigde in een 2-0 overwinning voor Duitsland.
In 2022 werd Anyomi opgenomen in de Duitse selectie voor het EK 2022 in Engeland. Ze maakte in het groepsduel tegen Finland haar eerste interlanddoelpunt. Anyomi en haar landgenoten haalden de finale. Hier verloren ze van gastland Engeland in een uitverkocht Wembley Stadium.
In 2023 was Anyomi ook van de partij op het voor Duitsland weinig succesvolle WK 2023. Op de Olympische Spelen in 2024 wist Anyomi met haar land een bronzen medaille te winnen.